# 苛性脆化
苛性脆化也稱為碱脆，是一種鍋爐金屬腐蝕，是指鍋爐的材料因為鍋爐水中苛性材料的累積而出現脆化的情形，一般會出現在鍋爐中受應力的元件。
苛性脆化主要是因為鍋爐水中含有水質軟化劑碳酸鈉，加熱後會使水變成氫氧化鈉水溶液而造成。

## 原因
鍋爐中的水若含有高濃度鈣和鎂礦物質，即為硬水，硬水會在鍋爐中沉澱產生水垢而導致故障，因此會用石灰-洗滌鹼法（lime soda process），加入氫氧化鈣及碳酸鈉來進行硬水软化，在處理後水中會殘留少許的碳酸鈉。
隨著鍋爐水的蒸發，碳酸鈉的濃度會漸漸提高，會水解產生二氧化碳及氫氧化鈉：
水中的氫氧化鈉使水呈鹼性。鹼性的水由鍋爐壁的微水裂痕，經由毛细现象進入鍋爐的內壁中。在裂痕中氫氧化鈉的濃度會漸漸增加，且和會溶解周圍的鐵金屬，變成高鐵酸鈉，因此造成鍋爐的鉚釘、彎管及接頭等部份有受到應力的元件，漸漸的脆化。
苛性脆化有以下三個必要條件，需同時存在才會有苛性脆化：
1. 鍋爐水中的氫氧化鈉濃度過高。
2. 鍋爐的元件中间有裂痕存在。
3. 鍋爐的元件其應力已超過降伏應力。

## 預防
若用磷酸鈉代替碳酸鈉作為水質軟化劑，可以避免苛性脆化。在鍋爐水中加入鞣质或木質素也可以避免細紋裂痕，也可以避免氫氧化鈉滲入。若在鍋爐水中加入硫酸鈉也可以避免細紋裂痕。

## 延伸閱讀
- S. W. Parr.  (PDF). University of Illinois. 1917  [2014-07-13]. （原始内容 (PDF)存档于2018-11-03）.
- Anthony A. Miele.  (PDF). Ohio State University. 1945  [2014-07-13]. （原始内容 (PDF)存档于2014-07-15）.